# Carbine Studios
Carbine Studios était un développeur de jeux vidéo, filiale de NCsoft, fondé en 2005 par d'anciens membres de Blizzard Entertainment.
Leur unique jeu fut le MMORPG WildStar, (jouable de 2014 à 2018). Malgré un succès initial, celui-ci a ensuite diminué fortement au cours des années suivantes. Le modèle d'accès au jeu par abonnement a été abandonné et restructuré en un modèle free-to-play, avec l'ajout de microtransactions disponibles en jeu.
En 2018, NCSoft a annoncé la fin du jeu WildStar ainsi que la fermeture de Carbine Studios.